# Millie Bobby Brown
Pour les articles homonymes, voir [[:Millie Bobby Brown
(homonymie)]].
Millie Bobby Brown (/ˈmɪli ˈbɒbi bɹaʊn/), pseudonyme de Millie Bonnie Brown Bongiovi, née le 19 février 2004 à Marbella (Espagne), est une actrice, mannequin et productrice britannique.
Elle commence sa carrière en 2013 dans la série Once Upon a Time in Wonderland où, âgée de neuf ans, elle tient le rôle d'Alice enfant. Elle est surtout connue pour son rôle dans la série Stranger Things, dans laquelle elle joue le personnage d'Eleven/Jane. Pour ce rôle, elle obtient deux sélections aux Primetime Emmy Awards pour le titre de meilleure actrice dans un second rôle dans une série télévisée dramatique, en 2017 et 2018, devenant ainsi l'une des plus jeunes actrices sélectionnées pour ce prix, et deux sélections aux Screen Actors Guild Awards pour le titre de meilleure actrice dans une série télévisée dramatique, également en 2017 et 2018.
En 2018, alors âgée de 14 ans, elle devient la plus jeune ambassadrice des fonds des Nations unies pour l'enfance (Unicef).
Elle fait ses débuts au cinéma en 2019, dans la suite du film Godzilla (2014), Godzilla 2 : Roi des monstres. Elle reprend son rôle dans Godzilla vs Kong (2021). En 2020, elle incarne le personnage d’Enola Holmes dans l'adaptation de la série littéraire Les Enquêtes d'Enola Holmes de Nancy Springer, Enola Holmes, tout en coproduisant le film.

## Biographie

### Jeunesse

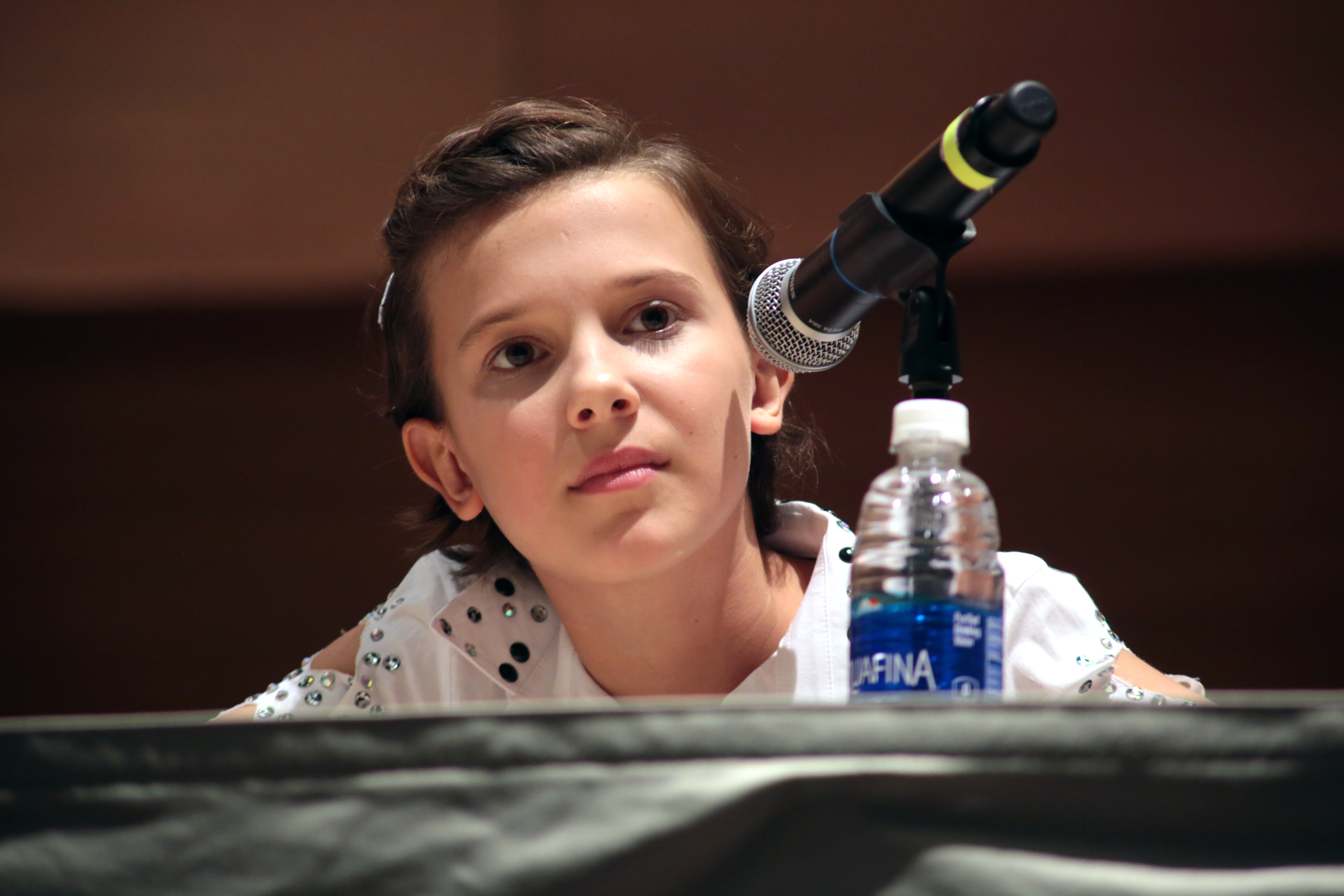
Millie Bobby Brown au ComicCon de Phoenix en 2016.

Millie Bobby Brown naît le 19 février 2004 à Marbella, près de Malaga, dans le sud de l'Espagne. Ses parents, Kelly et Robert Brown, sont britanniques. Son père est agent immobilier. Elle est la troisième d'une fratrie de quatre : elle a une sœur aînée, Paige, née le 27 décembre 1993  ; un frère aîné, Charley, dit Charlie, né le 16 août 1997  ; et une sœur plus jeune, Ava. Millie est née avec une audition partielle dans une oreille, perdant progressivement toute l'ouïe de cette oreille sur plusieurs années.
Kelly et Robert Brown et leurs deux enfants, Paige et Charley, s'installent à Marbella en 2003. À leur arrivée dans la station balnéaire de la Costa del Sol, où les parents de Robert gèrent un restaurant, Kelly est déjà enceinte de Millie.
Après la mort de son grand-père paternel, Millie Bobby Brown, âgée de quatre ans, et ses parents quittent Marbella pour une autre station balnéaire : Bournemouth, dans le Dorset, dans le Sud de l'Angleterre. Elle est alors scolarisée à la Pokesdown Community Primary School, l'école primaire publique locale de Pokesdown (en), un quartier de Bournemouth. Gemma Hill, son institutrice et future tutrice, se souvient d'elle comme d'une enfant « charmante, brillante et pétillante » (« lovely, bright, bubbly »). Hill a contredit les propos de l'actrice selon lesquels elle n'aurait pas participé à des spectacles d'écoliers, « pas même une crèche vivante » (« not even a nativity »). En effet, d'après Hill, c'est à cinq ans qu'elle connaît ses premières expériences scéniques, d'abord comme figurante dans la crèche vivante présentée à son école, puis en participant, avec une « confiance naturelle » (« natural confidence »), à plusieurs spectacles scolaires de chant.
En 2012, âgée de huit ans, elle quitte Bournemouth pour Orlando, en Floride, où ses parents ouvrent une entreprise de blanchiment dentaire. Depuis sa tendre enfance, Millie aime chanter et préfère regarder des films musicaux — tels Bugsy Malone, Annie, Moulin Rouge et Chicago — à des dessins animés. Son père lui suggère de suivre des cours d'arts de la scène. Il finit par l'inscrire dans une école pluridisciplinaire pour qu'elle y apprenne le théâtre, la danse et le chant, quatre heures par semaine, les samedis. L'école présente régulièrement des spectacles. Lors de l'un d'eux, un agent la repère. Convaincu qu'elle pourrait devenir l'un des meilleurs enfants acteurs d'Hollywood, il persuade ses parents de quitter Orlando pour Los Angeles, en Californie.
En une semaine, elle obtient plusieurs rendez-vous avec des agences de talents qui lui proposent toutes de la représenter. Mais ses parents préfèrent signer avec Melanie Greene, l'agent de David Duchovny, Michael Sheen, Natascha McElhone et Paul Bettany, qui leur a été présentée par un ami. Millie  fait alors le tour des auditions et ne tarde pas à décrocher un rôle pour la télévision.
Dès l'âge de neuf ans, elle est instruite à domicile par Gemma Hill.

### Actrice

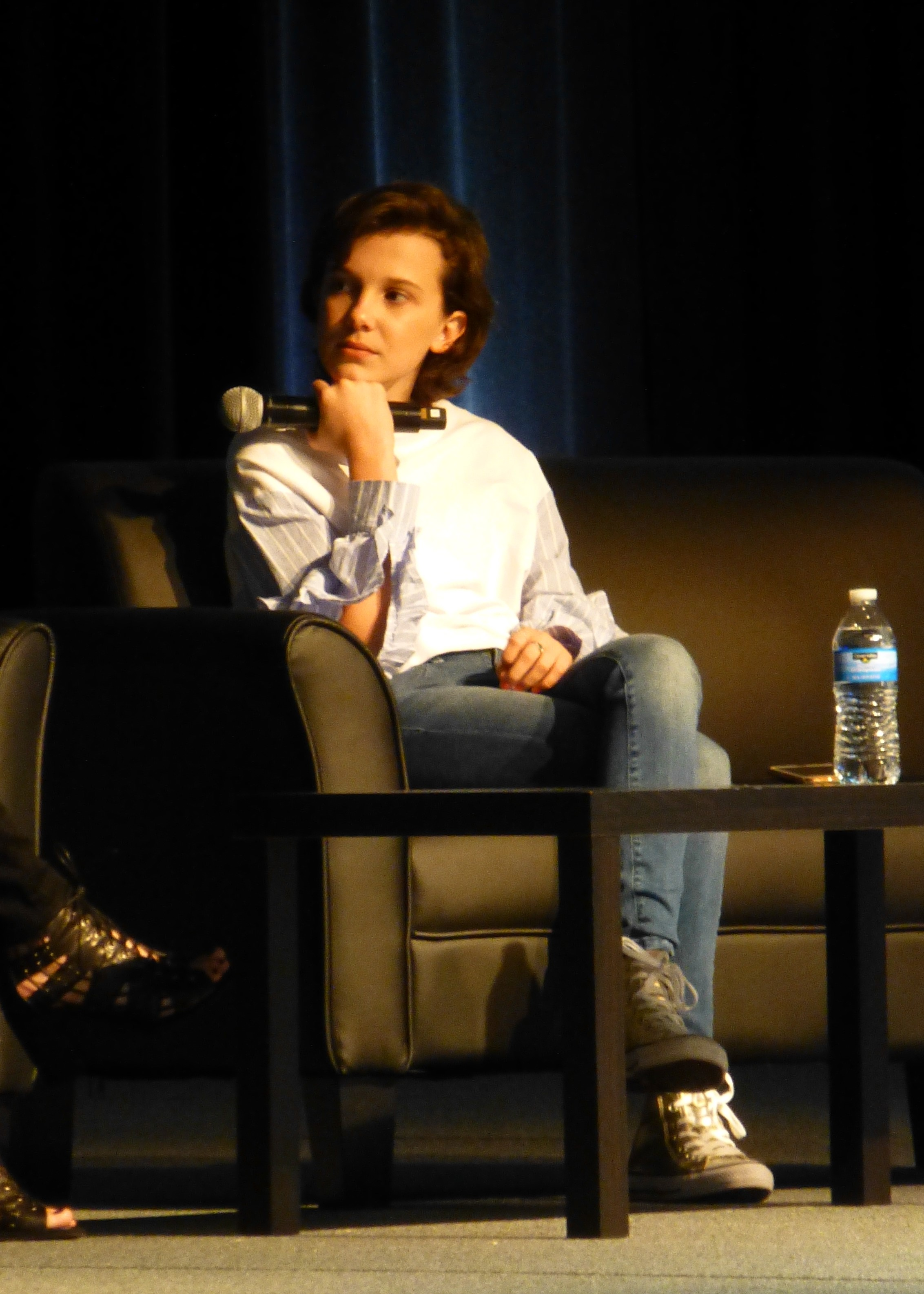
Millie Bobby Brown à la Wizard World Comic Con de Cleveland, en 2017.

Moins de trois mois après son arrivée à Los Angeles, ABC Studios l'engage pour jouer la jeune Alice, le personnage créé par Lewis Carroll, dans Once Upon a Time in Wonderland, une série dérivée de Once Upon a Time. Les téléspectateurs d'ABC et de City la découvrent le 13 octobre 2013 dans Down the Rabbit Hole (« Le Terrier du Lapin »), le premier épisode de la série. Mais la série est arrêtée au terme de sa première saison.
Le 24 février 2014, lendemain de son dixième anniversaire, BBC America annonce qu'elle a été retenue pour figurer dans la distribution de la série Intruders et y tenir son premier rôle régulier : celui de Madison O'Donnell. Son interprétation est remarquée : elle retient notamment l'attention de Stephen King, qui décrit son apparition comme « terrific » sur Twitter. Mais la BBC décide l'arrêt de la série au terme de la première saison.
Après les arrêts prématurés d'Once Upon a Time in Wonderland et d'Intruders, elle apparaît le temps d'un épisode, dans NCIS puis, en 2015, dans Modern Family et Grey's Anatomy. Elle s'essaye même à la téléréalité en apparaissant dans Hell's Kitchen, l'émission présentée par Gordon Ramsay. Elle est auditionnée pour The Boss de Ben Falcone ainsi que pour The BFG de Steven Spielberg, mais elle n'est pas engagée, les producteurs lui préférant Ella Anderson et Ruby Barnhill. La situation financière de ses parents, qui se sont endettés pour emménager à Los Angeles, se dégrade et, l'été 2015, la famille doit s'en retourner à Bournemouth et y être hébergée par une tante. Le 20 août 2015, Netflix annonce qu'elle a été retenue pour figurer dans la distribution de Stranger Things. Diffusée sur Netflix en juillet 2016, elle y interprète Onze. Avec ce personnage, « non seulement un des plus importants dans la série, mais aussi un des plus appréciés par le public et la critique », elle accède à une relative notoriété. Lors de la tournée promotionnelle de la série, elle apparaît dans des émissions de télévision : le 31 août dans The Tonight Show starring Jimmy Fallon et le 13 septembre 2016 dans The Late Show with Stephen Colbert.
Le 18 septembre 2016, elle participe à l'animation de la 68e cérémonie des Primetime Emmy Awards en reprenant Uptown Funk de Mark Ronson ft. Bruno Mars puis en distribuant des sandwiches au beurre de cacahuète et à la confiture.
Le 10 octobre 2016, le magazine américain Variety révèle qu'elle a signé un contrat avec l'agence de talents William Morris Endeavor (WME). En novembre, elle apparaît dans le clip Find Me de Sigma ft. Birdy. Le 12 décembre, au siège des Nations unies à New York, elle coprésente la soirée de célébration du 70e anniversaire du Fonds des Nations unies pour l'enfance (Unicef) ; elle y interviewe l'ancien footballeur international britannique David Beckham.
Fin mai 2017, elle révèle s'être absentée du tournage de la première saison de Stranger Things afin de passer des auditions pour le rôle de Laura Kinney (X-23) dans Logan de James Mangold. Fin juin, elle apparaît dans le clip I Dare You de The xx, réalisé par Alasdair McLellan en collaboration avec Raf Simons. Elle fait partie des onze acteurs réunis par le magazine de mode américain W pour reprendre a cappella des extraits de Wannabe des Spice Girls, pour le vingt et unième anniversaire de sa sortie au Royaume-Uni.
Le 30 mai 2018, elle apparaît dans le premier volume du clip Girls Like You des Maroon 5 puis dans le deuxième le 16 octobre 2018.
Le 23 septembre 2018, elle remplace la chanteuse Cardi B en chantant, sur scène avec les Maroon 5, le couplet de cette dernière dans la chanson Girls Like You lors d'un concert à Nashville.
En 2019, elle apparaîtra pour la première fois dans un long métrage : Godzilla: King of Monsters, la suite de Godzilla de Gareth Edwards, sorti en 2014.
Le 23 septembre 2020 sort sur Netflix le film Enola Holmes où elle tient le rôle titre. C'est le premier film dont elle est coproductrice.
Le 4 novembre 2022 sort sur Netflix le film Enola Holmes 2 où elle tient toujours le rôle titre,.

### Mannequin
Millie Bobby Brown est présentée comme une modeuse. Le magazine Vogue et sa déclinaison, Teen Vogue, ont célébré le 13e anniversaire de l'actrice en consacrant un article à son style vestimentaire, considéré comme influençant celui des préadolescentes.
Le 13 septembre 2016, dans le cadre de la New York Fashion Week, elle assiste à son premier défilé de mode : avec Winona Ryder, elle figure au nombre des célébrités invitées à suivre, du premier rang (front row), la présentation de la collection printemps-été 2017 de Coach 1941, la marque de prêt-à-porter lancée en 2014 par Coach, le maroquinier américain de luxe. Dix jours plus tard, le 23 septembre, à l'invitation de Nicolas Ghesquière, le directeur artistique de Louis Vuitton, elle visite les studios de la maison française de maroquinerie et de prêt-à-porter de luxe.
Au début du mois d'octobre 2016, So It Goes, un semestriel britannique, est le premier magazine à lui consacrer l'une de ses couvertures. D'autres couvertures suivront : celle d'Interview, fin octobre, puis celle de Dazed en novembre. Le 8 décembre, elle figure pour la première fois en couverture d'un magazine francophone : l'hebdomadaire français Stylist.
Le 22 janvier 2017, Raf Simons, directeur de la création de Calvin Klein, annonce qu'elle est l'une des quinze égéries de la première collection de Calvin Klein by Appointment, le nouveau service d'accessoires et de vêtements féminins sur-mesure de la marque. En février, elle devient l'une des égéries de Converse pour la campagne publicitaire Forever Chuck. Le 12 février, l'édition américaine du magazine féminin Elle annonce qu'elle a signé un contrat avec l'agence de mannequins IMG Models. Fin juillet, elle participe à First Day Feels, sa seconde campagne publicitaire pour Converse.

### Productrice
Le 9 janvier 2018, Deadline Hollywwood révèle que Millie Bobby Brown a signé avec Legendary Entertainment un accord pour coproduire une série de films basés sur Les Enquêtes d'Enola Holmes, où elle joue le rôle principal, Enola Homes. Le film est produit sous sa bannière, PCMA productions, avec sa sœur, Paige. La séquelle du film, Enola Holmes 2, sera également produite par Millie.
En septembre 2019, il est annoncé qu'elle sera la productrice du film dramatique A Time Lost,.
En juillet 2020, elle est annoncée comme productrice du film The Girls I've been, basé sur le roman au même nom de Tess Sharpe,.

### Écrivaine
Le 25 janvier 2024 sort en France son premier livre, Dix-Neuf Marches, aux éditions Robert Laffont, contant le récit d’une jeune femme, Nelly, durant la Seconde Guerre mondiale, roman tiré d’une histoire vraie.

## Vie privée
Millie Bobby Brown et le chanteur américain Jacob Sartorius, âgés d'une quinzaine d'années, affichent leur brève relation sur Instagram.
En janvier 2020, Millie Bobby Brown, après s'être rapprochée de Romeo Beckham, le fils de David et Victoria Beckham, confirme sur les réseaux sociaux sa liaison avec Joseph Robinson.
Le 11 avril 2023, Millie Bobby Brown annonce ses fiançailles avec Jacob dit Jake Hurley Bongiovi (en) (dont le père est Jon Bon Jovi) sur sa page Instagram. À cette occasion, elle y écrit : « Je t’ai aimé pendant trois étés chéri, maintenant je les veux tous,. » Ils se marient en Toscane en mai 2024 et elle annonce adjoindre désormais son nom au sien : Millie Bobby Brown Bongiovi,.

## Marques et collaborations

### Collaborations
Millie Bobby Brown est une grande amatrice de mode et de beauté. Elle a signé avec l'agence IMG Models où elle passe sur les pages de couvertures de magazines connus (Elle, L'Officiel, Bazar, etc.) elle a collaboré avec Calvin Klein, Converse Millie By You (dont le premier thème portait sur la mer) et Vogue Eyewear pour laquelle elle a sorti une collection.

### Florence by Mills
Millie Bobby Brown a également lancé sa propre marque de produits cosmétiques, véganes, sous le nom de Florence by Mills. La marque a été lancée  le 26 août 2019. Florence, est le prénom de son arrière-grand-mère décédée à qui elle a voulu rendre hommage.
L'entreprise créée pour porter la marque Florence by Mills est Florence Beauty, LLC,. Une société à responsabilité limitée de droit américain domiciliée dans le Delaware et fut créée le 29 mars 2018.

## Accueil
Pierre Langlais, de Télérama, trouve Millie Bobby Brown « remarquable dans le rôle de Onze ». Marjolaine Boutet, enseignante-chercheuse en histoire contemporaine à l'université d'Amiens (Picardie – Jules-Verne) et spécialiste des séries télévisées, la considère comme « la vraie révélation de la série », opinion partagée par Justine Feutry, du Figaro Madame, qui s'interroge : « Millie Bobby Brown est-elle la nouvelle Natalie Portman ? ». Charles Martin, de Première, trouve « bien dommage » que Millie Bobby Brown n'ait pas reçu de nomination pour les 74e Golden Globes alors qu'elle aurait « clairement mérité » de figurer parmi les meilleures actrices dans un second rôle dans une série, une mini-série ou un téléfilm.
Le 5 décembre 2016, l'Internet Movie Database annonce qu'en nombre de vues, la page consacrée à Millie Bobby Brown a été la troisième page personnelle la plus consultée sur la base de données en 2016.
Millie figure en tête de la liste des « 30 adolescents les plus influents en 2017 » publiée le 2 novembre 2017 par le magazine Time.
À la suite de la sortie de la première saison de Stranger Things, Millie acquiert une réputation certaine auprès des internautes : elle figure au nombre des dix actrices les plus « googelisées » en 2016.
À la suite de la diffusion de la deuxième saison de Stranger Things, elle figure dans le classement des acteurs les plus populaires sur les médias sociaux établi par The Hollywood Reporter. Elle y entre, pour la première fois et à la quatorzième place, le 1er novembre 2017. Quatrième le 8 novembre puis deuxième le 15, elle atteint la première place le 22.
Les médias s'accordent pour considérer que Millie Bobby Brown est devenue, moins de six mois après le début de la diffusion de la première saison de Stranger Things, un « phénomène ». L'acteur américain Aaron Paul, connu pour le rôle de Jesse Pinkman dans la série Breaking Bad, a contribué à la notoriété de Millie Bobby Brown d'abord en interviewant la jeune actrice pour le magazine Elle puis en déclarant à Jimmy Fallon vouloir l'adopter.

## Controverses et polémiques
En septembre 2016, les sandwichs au beurre de cacahuète et à la confiture préparés par la mère de Jimmy Kimmel et distribués aux invités de la 68e cérémonie des Prime Time Emmy Awards par Millie et deux autres enfants acteurs de la série Stranger Things — Gaten Matarazzo et Caleb McLaughlin — créent une brève controverse, les invités allergiques à l'arachide et/ou intolérants au gluten n'ayant peut-être pas été suffisamment avertis de la composition des sandwichs.
En octobre 2016, Millie est au cœur d'une polémique après que The Hollywood Reporter a révélé que son père avait demandé 100 000 dollars à des agences de talents pour la représenter, contrairement aux usages de la profession.
La série de photographies de mode vestimentaire publiée fin octobre 2016 par le magazine Interview contribue à alimenter le débat sur la sexualisation précoce des enfants et leur exploitation mercantile par l'industrie du luxe. La question de l'éventuelle exploitation de l'actrice est posée fin mars 2017 lorsque, épuisée, celle-ci est contrainte d'annuler sa participation à une convention.
En juin 2017, le New York Post révèle la « panique » dont les agents de la jeune actrice ont été pris après l'avoir confondue avec son homonyme controversée, l'artiste peintre et performeuse britannique Millie Brown, et ainsi cru, par erreur, que leur cliente, âgée de treize ans, envisageait de participer à un évènement organisé par Tumblr, dans le cadre de la prochaine Los Angeles Fashion Week, et au cours duquel elle couvrirait son corps de cire multicolore (...) pour « devenir une bougie humaine ».

## Engagements et prises de position
Pour Valérie de Saint-Pierre, de Madame Figaro, Millie figure au nombre des jeunes adolescents dont les adultes attendent un comportement exemplaire pour eux-mêmes et leurs enfants. Si l'humilité dont l'actrice fait preuve lors de ses interviews et de ses participations à des talk-shows est appréciée des parents, il lui est parfois reproché de « manquer de spontanéité » et d'être « trop lisse » en particulier sur ses comptes publics de médias sociaux.
En août 2016, Millie participe à la campagne de sensibilisation au trouble de stress post-traumatique en relevant le défi 22 Push-Up Challenge (« Défi des 22 pompes ») qu'Aaron Paul lui avait lancé.
Depuis mars 2017, elle soutient une campagne de collecte de fonds en ligne tendant à lever la somme de 80 000 livres sterling pour une enfant de quatre ans atteinte d'un gliome mésencéphalique : Christina, la fille de Kenny Thomas.
Le 7 mai 2017, lors de la 26e cérémonie des MTV Movie & TV Awards, elle fait montre de conscience politique en arborant deux épinglettes : le ruban bleu de l'Union américaine pour les libertés civiles (ACLU) et l'esperluette bleue ciel de l'Alliance des gays et lesbiennes contre la diffamation (GLAAD).
Le 17 juillet 2017, elle crée @milliestopshate, un compte Twitter destiné à la lutte contre le harcèlement.
Le 20 novembre 2018, alors âgée de 14 ans, Millie devient la plus jeune ambassadrice des fonds des Nations unies pour l'enfance (UNICEF),. Millie ajoute que « c'est un rêve devenu réalité de devenir ambassadeur de bonne volonté de l'UNICEF » et qu'elle a « hâte de rencontrer autant d'enfants que de jeunes que possible, d'entendre leurs histoires et de parler en leur nom ».

## Internet et médias sociaux
Millie Bobby Brown est présente sur les médias sociaux depuis 2014, année au cours de laquelle, âgée de dix ans, elle crée sa chaîne YouTube sous le nom de « Millie Brown ». L'actrice n'y déposera que sept vidéos réalisées par elle-même et des reprises (covers) de chansons de ses artistes préférés : une « version féminine » d'Imagine de John Lennon ; You Know I'm No Good d'Amy Winehouse ; All Of Me de John Legend ; Thinking Out Loud d'Ed Sheeran ; Wings (en) de Birdy ; When We Were Young et Make You Feel My Love d'Adele. Un temps administrée par la tante de l'actrice, la chaîne comptera jusqu'à 82 445 abonnés, voire plus de 83 000 selon les sources.
Elle n'a plus de chaîne YouTube et pas de site officiel mais des comptes publics sur Facebook, Instagram et Twitter depuis fin juin 2016. Sa sœur Paige administre son compte sur Instagram ; son frère Charley, son compte sur Twitter. Elle a déclaré au magazine Dazed que le 15 juillet 2016, jour de la sortie de la première saison de Stranger Things, le nombre de ses abonnés sur Instagram s'est accru de seconde en seconde, passant de 25 à 1,4 million.

## Surnoms
Millie Bobby Brown est le « vrai nom » de l'actrice. Elle n'a d'abord pas fait usage de « Bobby », son second prénom (middle name) ; et c'est comme « Millie Brown » qu'elle figure dans la distribution d'Once Upon a Time in Wonderland et d'Intruders ainsi que dans celui de l'épisode de Modern Family où elle apparaît. Ses fans la désignent parfois par le sigle « MBB », de même que certains médias, en particulier Bustle, un magazine féminin en ligne.
Son surnom est The Millster. Gaten Matarazzo a contribué à sa diffusion en publiant le 19 septembre 2016, sur le compte Instagram de Netflix, une vidéo dans laquelle il surnomme la jeune actrice, « the Millster Meister ». Il figure sur le dossier de la chaise d'actrice mise à sa disposition lors du tournage de la seconde saison de Stranger Things. Millster est composé de Mill-, première syllabe du prénom « Millie », et de -ster, un suffixe servant, chez les anglophones, à former un surnom.
Comme Millie Bobby Brown le reconnaît en déclarant que « some people call me “Eleven” » (« il y en a qui m'appellent “Onze” ») sur la page d'accueil de son compte Twitter, le nom de la jeune actrice reste associé à celui de son personnage dans la série Stranger Things. Aussi est-elle parfois désignée, afin de prévenir la confusion avec son personnage, par des expressions telles que « Eleven IRL » ou « Millie Bobby Brown IRL », dans lesquelles « IRL » est le sigle de la locution anglaise « in real life » signifiant « dans la vraie vie ».

### Milevenet autres noms de couples fictionnels
Mileven n'est pas un surnom de Millie Bobby Brown mais le « nom de couple » (ship name) que la communauté des fans de Stranger Things a donné au « couple » que les personnages de « Onze » et de Mike Wheeler forment à l'écran. En fanart comme en fanfiction, il sert de mot clé pour référencer les œuvres créées par les fans autour du thème de la « romance » des deux personnages.
Également attesté, Fillie est un autre « nom de couple ». Quand bien même ce nom là, ne fait pas référence à un couple réel.

### «Alter ego» masculin
Jon — le prénom anglais John, (« Jean ») sans h — est le nom que l'actrice a donné à son « alter ego » masculin, c'est-à-dire au garçon pour lequel elle a été prise par erreur après s'être fait tondre les cheveux.

## Honneurs et distinctions
En 2018 elle figure dans les 100 personnalités les plus importantes selon Time 100
Elle aussi figure sur la liste de douze « personnalités de l'année 2016 » (NME People of the Year 2016) publiée le 7 décembre 2016 par le New Musical Express. Elle figure également sur la liste des cinq nommés par le magazine musical britannique pour les NME Awards 2017 dans la catégorie « héros de l'année » (Hero of the Year).
Le 7 mai 2017, lors de la 26e cérémonie des MTV Movie & TV Awards, elle reçoit le prix du Best Actor in a Show [sic] pour son rôle de « Onze » dans la première saison de Stranger Things ; ce prix étant décerné pour la première fois sans distinction de genre, la préadolescente devient la première actrice féminine à figurer à son palmarès.
Le 13 juillet, elle reçoit sa première nomination aux Primetime Emmy Awards dans la catégorie « meilleure actrice dans un second rôle dans une série télévisée dramatique » (Supporting actress in a drama). Âgée de 13 ans, 4 mois et 24 jours, elle est non seulement le plus jeune des acteurs nommés pour la 69e édition mais surtout, d'une part, le premier des acteurs de moins de dix-huit ans à recevoir une nomination depuis Frankie Muniz, nommé en 2001, dans la catégorie « meilleur acteur dans une série télévisée comique », pour le rôle de Malcolm Wilkerson dans Malcolm (Malcolm in the Middle) et, d'autre part, le plus jeune des enfants acteurs à recevoir une nomination après Keshia Knight Pulliam, nommée à six ans, pour le rôle de Rudy Huxtable dans le Cosby Show.
Pour ce rôle, Millie avait également été nommée :
- aux 43es People's Choice Awards, dans la catégorie « actrice de télévision préférée – science-fiction / fantastique » (Favorite sci-fi/fantasy TV actress)[124],
- aux Fangoria Chainsaw Awards 2017, dans la catégorie « meilleure actrice de télévision » (Best TV actress)[125],
- aux 43es Saturn Awards, dans la catégorie « meilleur(e) jeune acteur (actrice) dans une série télévisée » (Best younger actor on a television series)[126] ;
- aux 23es Screen Actors Guild Awards, dans la catégorie « meilleure actrice dans une série télévisée dramatique » (Outstanding performance by a female actor in a drama series)[127] ;
- aux 8es Dorian Awards, dans la catégorie « Nous sommes Wilde de vous ! Étoile montante de l'année » (We're Wilde about you! Rising star of the year)[128] ;
- aux 26es MTV Movie & TV Awards, dans la catégorie « meilleur(e) héros (héroïne) » (Best hero)[129] ;
- aux 19es Teen Choice Awards, dans la catégorie « révélation dans une série télévisée » (Breakout TV star)[130].

## Filmographie

### Cinéma
- 2019 : Godzilla 2 : Roi des monstres (Godzilla: King of the Monsters) de Michael Dougherty : Madison Russell
- 2020 : Enola Holmes d'Harry Bradbeer : Enola Holmes (également productrice)
- 2021 : Godzilla vs Kong d'Adam Wingard : Madison Russell
- 2022 : Enola Holmes 2 d'Harry Bradbeer : Enola Holmes (également productrice)
- 2024 : La Demoiselle et le Dragon (Damsel) de Juan Carlos Fresnadillo : la princesse Elodie (également productrice)
- 2025 : The Electric State d'Anthony et Joe Russo : Michelle Greene

Prochainement
- 2026 : Enola Holmes 3 de Philip Barantini

### Télévision

#### Séries télévisées
- 2013 : Once Upon a Time in Wonderland : Alice jeune
- 2014 : Intruders : Madison O'Donnell
- 2014 : NCIS : Enquêtes spéciales (NCIS) : Rachel Barnes
- 2015 : Modern Family : Lizzie
- 2015 : Grey's Anatomy : Ruby
- 2016 - 2025 : Stranger Things : Onze / Elfe

### Clips musicaux
- 2016 : Find Me de Sigma ft. Birdy
- 2017 : I Dare You de The xx
- 2018 : Girls Like You de Maroon 5 ft. Cardi B
- 2018 : In My Feelings de Drake

## Distinctions

### Récompenses
- MTV Movie & TV Awards 2017 :  Meilleure performance dans une série télévisée pour Stranger Things
- Sceen Actors Guild Awards 2017 : Meilleure distribution pour une série dramatique pour Stranger things
- Saturn Awards 2017 : Meilleur jeune actrice de télévision pour Stranger Things
- Teen Choice Awards 2018 : Meilleure actrice dans une série de science-fiction ou fantastique pour Stranger things
- MTV Movie & TV Awards 2018 :  Meilleure performance dans une série télévisée pour Stranger Things
- Kids' Choice Awards 2018 : Actrice préférée de télévision pour Stranger things
- Teen Choice Awards 2019 : Série : actrice de l'été pour Stranger things
- People's Choice Awards 2019 : Star féminine de cinéma de l'année pour Godzilla 2 : Roi des monstres
- Kids' Choice Awards 2020 : Actrice de télévision préférée pour Stranger things
- Kids' Choice Awards 2021 (en) : 
  - Actrice de télévision préférée pour Stranger things
  - Actrice de film préférée pour Enola Holmes
- Sierra Awards 2021 : Jeunesse dans le cinéma pour Enola Holmes
- Kids' Choice Awards 2023 (en) : Actrice de film préférée pour Enola Holmes 2

### Nominations
- MTV Movie & TV Awards 2017 :  Meilleur héro pour Stranger Things
- People's Choice Awards 2017 : Actrice science-fiction ou fantastique préférée
- Emmy Awards 2017 : Meilleure actrice dans un second rôle pour Stranger things
- Sceen Actors Guild Awards 2017 : Meilleure actrice dans une série dramatique pour Stranger things
- Teen Choice Awards 2017 : Meilleure révélation féminine pour Stranger things
- MTV Movie & TV Awards 2018 : Meilleur baiser pour Stranger Things
- Saturn Awards 2018 : Meilleur jeune actrice de télévision pour Stranger Things
- Emmy Awards 2018 : Meilleure actrice dans un second rôle pour Stranger things
- Teen Choice Awards 2018 : 
  - Série : Meilleure alchimie pour Stranger things
  - Meilleur baiser pour Stranger things
- Sceen Actors Guild Awards 2018 : 
  - Meilleure actrice dans une série dramatique pour Stranger things
  - Meilleure distribution pour une série dramatique pour Stranger things
- Saturn Awards 2019 : Meilleur jeune actrice pour Godzilla 2 : Roi des monstres
- People's Choice Awards 2019 :
  - Star de série télévisée dramatique de l'année pour Stranger Things
  - Star féminine de série télévisée de l'année pour Stranger Things
- Kids' Choice Awards 2019 : Actrice de télévision préférée pour Stranger things
- Sceen Actors Guild Awards 2020 : Meilleure distribution pour une série dramatique pour Stranger things
- London Film Critics Circle Awards 2020 (en) :  Jeune artiste britannique/irlandaise de l'année pour Enola Holmes 2
- People's Choice Awards 2022 (en) : Star féminine de série télévisée de l'année pour Stranger Things
- Saturn Awards 2022 : Meilleure actrice de série en streaming pour Stranger things
- Kids' Choice Awards 2023 (en) : Actrice de télévision préférée pour Stranger Things
- MTV Movie & TV Awards 2023 (en) : Meilleur combat pour Stranger Things

## Voix francophones
En France, Clara Soares est la voix française régulière de l'actrice dans The Electric State, La Demoiselle et le Dragon, Godzilla: King of Monsters, Godzilla vs Kong, Enola Holmes, Enola Holmes 2, Intruders, Stranger Things,,.